# Robertus Junius
Robertus Junius, talvolta accreditato anche come Robert Junius, pseudonimo di Robert de Jonghe (Rotterdam, 1606 – Amsterdam, 22 agosto 1655), è stato un missionario olandese a Taiwan dal 1629 al 1643, per conto della Chiesa Riformata Olandese.
Insieme ad Antonius Hambroek e Joannes Cruyf, fu tra i missionari che stazionarono più a lungo nell'isola di Formosa durante l'era coloniale olandese.

## Missione a Formosa
Arrivato a Formosa, Junius soggiornò nel villaggio di Sakam, presso Fort Provintia, ossia la Tainan odierna.
Descritto come più energico del suo contemporaneo George Candidius, Junius partecipò alla pacificazione degli aborigeni taiwanesi dopo la carneficina di sei individui olandesi da parte dei nativi di Mattau. Si ebbe così una breve guerra punitiva delle forze olandesi contro i villaggi bellicosi, che risultò nell'uccisione di "qualche dozzina" di aborigeni e nella stipulazione della Pax Hollandica. In seguito a questa campagna, Junius spronò le autorità di Batavia a mandare più uomini di clero a Formosa per aiutarlo ad istruire e convertire i nativi ormai disponibili, ed il governatore del tempo, Hans Putmans, gli diede il suo appoggio.
Nel 1641, egli fu richiamato a Batavia per fare relazione al concistoro, il corpo amministrativo religioso per l'Asia, il quale richiese una posticipazione della fine del suo servizio a Formosa, alla quale egli acconsentì, alle seguenti condizioni:
"Furono presi accordi sull'aumento del suo stipendio, ed a condizione che suo fratello mettesse una buona parola su di lui con il Governatore Traudenius, poiché il gentiluomo gli aveva creato dei problemi".
Le sue richieste furono accolte, e Junius tornò a Formosa fino alla fine dell'anno 1643.
Il numero di battesimi sotto l'autorità di Junius segnò un record dell'epoca, sebbene il suo lavoro fosse confinato ai pochi villaggi attorno alle roccaforti olandesi di Fort Zeelandia e Fort Provintia. Un commentatore del tempo osserva:
"Alla fine di tredici anni egli poteva riferire che 1.070 persone erano state battezzate in un solo ufficio, Soulang, 'ed un numero proporzionale negli altri villaggi', dei quali ne nomina cinque".

## Ritorno nei Paesi Bassi

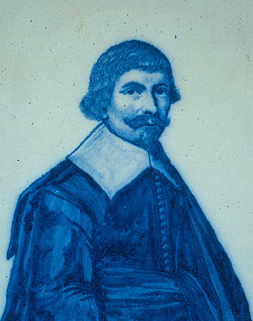
Ritratto di Junius in ceramica di Delft

Il 14 dicembre 1643, Junius tornò a Batavia per la fine della sua missione. Il concistoro gli chiese ancora di continuare il suo servizio a Formosa, ma questa volta Junius preferì rifiutare e tornare nella sua terra nativa, i Paesi Bassi. Lì visse fino al 1655, anno della sua morte nella capitale, Amsterdam,
La Società Antiquaria Americana è in possesso di un volume intitolato Sulla conversione di cinquemilanovecento indiani orientali, sull'isola di Formosa, presso la Cina, alla professione del vero Dio, in Gesù Cristo; per mezzo di M. Ro: Junius, ministro più tardi a Delft, nei Paesi Bassi; Relazionato dal suo buon amico, M. C. Sibellius, pastore a Daventrie, in una lettera latina; tradotto per incoraggiare la fede e la gioia dei molti, da H. Jessei, servo di Gesù Cristo, dell'autore Caspar Sibelius.